# 퉁화 사건

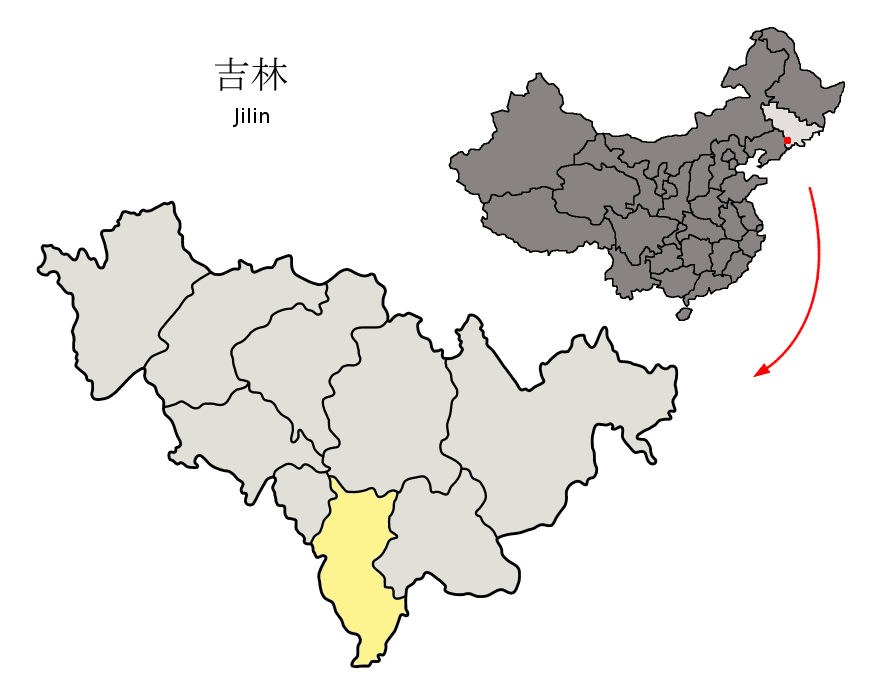
중화민국지린성퉁화시

퉁화 사건(중국어: 通化事件) 혹은 2·3사건(중국어: 二‧三事件)은 1946년 2월 3일 인민해방군, 독립군이 지린성 퉁화시에서 일본군들이 일으킨 반란을 진압한 사건이다. 인민해방군과 방호산휘하의 조선의용군에 의해 잔혹하게 진압당했다.
일본측 자료에 의하면 통화사건으로 3,000명 내지 10,000 명의 일본인들이 사망하였다.

## 같이 보기
- 니콜라옙스크 사건
- 시베리아 억류
- 통주 사건